# Ariaké

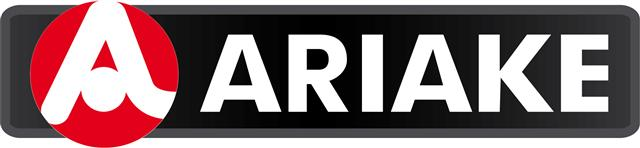
Logo Ariaké

 (octobre 2010).
Si vous disposez d'ouvrages ou d'articles de référence ou si vous connaissez des sites web de qualité traitant du thème abordé ici, merci de compléter l'article en donnant les références utiles à sa vérifiabilité et en les liant à la section « Notes et références ».
Ariaké (アリアケジャパン, Ariake Japan) est une entreprise d'agroalimentaire japonaise spécialisée dans les assaisonnements naturels. Fondée en 1966 sous sa forme juridique japonaise kabushiki kaisha, elle s'internationalise dans les années 1990 et diversifie ses activités dans les domaines des supérettes, bouillons ou autres produits agroalimentaires. L'entreprise est cotée à la bourse de Tokyo.

## Historique
La marque Ariaké est créée au Japon en 1966 par Kineo Okada. Son développement se fait par la mise en place du plus grand site de production agroalimentaire du Japon fournissant plus de 50 % du marché des assaisonnements naturels.[réf. nécessaire] Dans les années 1990, le groupe Ariaké s'implante aux États-Unis, en Chine et à Taïwan.
En 2001, Ariaké fait appel à Joël Robuchon en tant que conseiller culinaire et de cette collaboration va naître en 2007 l'implantation du groupe Ariaké en Europe avec l’ouverture de 2 sites, l’un en France à Alençon en Normandie et l’autre en Belgique à Maasmechelen en Flandres.
La commercialisation des bouillons à infuser (volaille, bœuf, coquillage, crustacés) se fait d'abord auprès de la restauration en octobre 2008, puis est ouverte au grand public un peu moins d'un an plus tard.
La marque a obtenu plusieurs prix :
- Janvier 2009 : Prix spécial international du SIRHA pour les bouillons à infuser
- Juin 2010 : Prix Spécial du Jury aux Grès d’or pour la gamme des bouillons à infuser[réf. nécessaire]

## Marchés
En Europe, Ariaké intervient
- pour les industries agroalimentaires : en Europe et Europe de l’est
- pour la restauration : en France, Grande-Bretagne, Benelux et Suisse
- pour le grand public : en France, Grande-Bretagne, Suisse, Belgique

## Process et savoir‐faire

### Extraction
Grâce à la technique de l’extraction, Ariaké a réussi à produire à l’échelle industrielle des bases culinaires naturelles. La technique de l’extraction est un procédé qui consiste dans un premier temps, à « extraire » un premier bouillon, très pur, à partir de viandes, d’os, de crustacés ou de légumes, soigneusement sélectionnés. Puis ce premier bouillon, mélangé à des aromates, épices ou légumes est réduit lentement jusqu’à obtention de la texture et de la concentration des saveurs recherchées.
Cette technique rare en Europe permet à Ariaké de proposer une alternative naturelle aux aides culinaires traditionnelles.

### L’exigence du naturel
Ariaké élabore des recettes « clean label » c'est-à-dire qu'il produit des bases culinaires en partant directement de la matière première après avoir retiré les additifs, à commencer par les exhausteurs de goût (glutamate ...), les colorants et les conservateurs mais aussi les arômes et les teneurs élevées en sel.

## Ariaké et Joël Robuchon
Dans les années 1970, Kineo Okada, fondateur d’Ariaké, se lance dans l’élaboration de bouillons et bases culinaires et développe son procédé d'« extraction »
Il a acquis son savoir‐faire dans les années 1970, auprès de chefs français venus au Japon ouvrir des restaurants de renom. Des séjours d’échanges culinaires entre les deux pays ont permis aux chefs d’Ariaké d’appliquer leur culture du perfectionnisme à l’élaboration des bouillons et des fonds de sauces. 
En 2001, le président d'Ariaké, M. Okada et Joël Robuchon se rencontrent. Ensemble, ils décident de mettre en commun leur expérience respective au profit de bases culinaires naturelles au Japon comme en Europe. Ils lancent alors une gamme en France.